# EOKA

EOKA:s flagga

EOKA (grekiska: Εθνική Οργάνωσις Κυπρίων Αγωνιστών, Ethniki Organosis Kyprion Agoniston; översättning: Den nationella organisationen för den cypriotiska frihetskampen) var en underjordisk, grekcypriotisk gerillaorganisation på Cypern som under Georgios Grivas stred emot det brittiska kolonialväldet 1955-1959. När Cypern blev självständigt 1960 upphörde organisationen.

## Bakgrund
Cyperns majoritetsbefolkning utgörs av etniska greker (grekcyprioter), vilka under 1900-talet började enas om att de önskade befrielse från att vara Storbritanniens kronkoloni. Traditionellt tillhör grekcyprioterna grekisk-ortodoxa kyrkan och dess ledare på Cypern, ärkebiskopen, fick under åren som koloni även rollen som etnark, folkets ledare och språkrör. 1950 tillträdde Makarios III som ärkebiskop och han ordnade en folkomröstning om Cyperns framtid. 96 procent av grekcyprioterna röstade för enosis, som innebär ett förenande av Cypern med Grekland.
På Cypern fanns en minoritet turkcyprioter, vilka visserligen önskade slippa Storbritanniens överhet, men i stället ville dela ön och istället ingå union med Turkiet. Fram till Berlinkongressen 1878 hade Cypern ingått i Osmanska riket. En minoritet av öns befolkning var för en fullständig självständighet.
Cypern var en strategiskt viktig bas för Storbritannien, inte minst sedan Suezkrisen började blossa upp. I juli 1954 förlades den brittiska basen vid Suez på Cypern. Det brittiska parlamentet gav cyprioterna i utbyte mot detta ett utökat självstyre, men enigheten i juli var stor om att Cypern skulle förbli en brittisk koloni. För att kuva upprorsrörelser, förbjöds samma månad propaganda för enosis, vilket kom att omfattas av lagarna om landsförräderi.

## EOKA bildas
EOKA bildades 1954 av general Georgios Grivas, en cypriotisk krigsveteran från andra världskriget och inbördeskriget i Grekland som dels motsatte sig att Cypern var en brittisk kronkoloni, dels i likhet med majoriteten av grekcyprioterna önskade enosis. Grivas hade organiserat motståndsrörelsens gerillaverksamhet i norra Grekland under ockupationen, och hade stor erfarenhet av krigsteknik och strategier. 
Under återstoden av 1954 och början av år 1955, byggde EOKA upp vapenlager, organiserade grupper i det fördolda, och värvade medlemmar. Till en början var EOKA ett slags ungdomsförening av det slag som Ioannis Metaxas bildat för civilt försvar på Grekland, och en stor grupp av EOKA:s framtida medlemmar var sålunda skolungdom och studenter.

## Gerillakriget 1955-1959

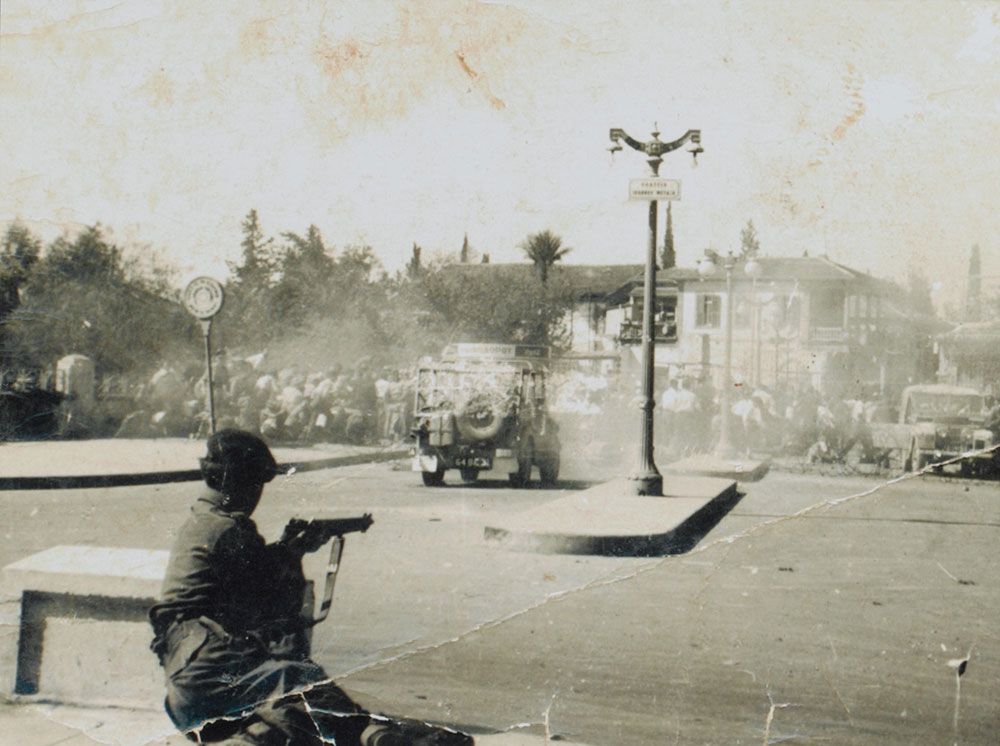
Strider på gatorna i Nicosia, 1956

1955 inledde EOKA ett gerillakrig, inte bara mot Storbritannien, utan även mot turkar och kommunister. Ledare för operationerna var general Grivas, som verkade under sitt alias Digenis. Officiellt förklarade ärkebiskop Makarios att han inte ville ha något att skaffa med EOKA:s verksamhet, men i tysthet stödde han ändå verksamheten. Andra uppgifter gör gällande att Makarios inte trodde att Grivas skulle lyckas, men att de samtalat som saken redan 1951, och Makarios kände till planerna. Förhållandet mellan de båda ledarna skulle dock alltid vara spänt, med ömsesidiga anklagelser och olika målsättning om Cyperns framtid.
Första attentatet, och signalen att kampen börjat, kom natten den 1 april 1955, då Nicosia och andra större städer på Cypern bombades. EOKA sände samtidigt ut flygblad, signerade "Digenis", som förklarade krig för Cyperns frihet.
EOKA syftade inte till att besegra sina fiender med regelrätt krig, utan till att omöjliggöra för britterna att behålla deras maktmonopol, för att därigenom tvinga dem att ge upp och för att få omvärlden att reagera mot kolonialismen. Eftersom Cyperns geografi inte var särskilt lämpat för gerillakrig, fick EOKA utveckla nya gerillatekniker, och de koncentrerade sig på aktioner i större städer, där de tättbebyggda gatorna möjliggjorde att partisanerna kunde undkomma.
En stor del av EOKA utgjordes av skolungdomar, vilkas uppgifter bestod i bombkastning, att skapa kaos och dela ut flygblad. Skolorna blev därmed centrum för gerillaverksamhet, och de brittiska myndigheterna tvingades stänga ett stort antal skolor på ön. Att på så sätt hindra barn gå i skola, ledde till avsedd brittisk prestigeförlust. Även kyrkobyggnader stängdes efter att det uppdagades att de inhyste vapen, vilket ytterligare förstärkte bilden av det tappade ansiktet. Skolungdomarna var huvudsakligen verksamma i städerna. En annan grupp medlemmar av EOKA var bergskrigarna, som stod för de större attentaten, det vill säga räder mot polisstationer och telefonförbindelser. Med tiden började bergskrigarna begå lönnmord.
EOKA:s målsättning om enosis delades av en betryggande majoritet av öns befolkning vilket var en viktig förutsättning för dess framgångar. Efter några månader deltog många av grekcyprioterna på något sätt i EOKA:s aktiviteter, såväl män som kvinnor. De grekcyprioter som inte delade EOKA:s målsättning eller på annat sätt försökte hindra dem, blev dock i samma grad måltavla för attacker.
Som vedergällning för EOKA:s attacker, lät Storbritannien deportera ärkebiskop Makarios till Seychellerna 1956. Deporteringen av Makarios ledde till internationella protester. Grivas tog med anledning av deporteringen även den politiska kampen för enosis, och bildade PEKA (Politiki Epitropi Kypriakou Agonos) för att samordna de militära och de politiska kampanjerna. 1958 påbörjade han en mer beslutsam aktion mot turkcyprioterna för att neutralisera dem. Taktiken var densamma som i de flesta gerillakrig, med terror, överraskningsmoment, uttröttningsaktioner, passivt motstånd, och sabotage. Stor vikt lades även vid att skapa oro i britternas och turkcyprioternas egna led, bland annat med desinformation.
Storbritannien försökte möta upp EOKA med en reguljär armé om 25 000 man och kontragerilla, men utan framgång. Till motåtgärderna hörde att Cypernguvernören, fältmarskalk John Harding, upprättade koncentrationsläger, utförde undantagstillstånd och avrättningar. Ett pris på 28 000 amerikanska dollar sattes på Grivas huvud. När britterna insåg att de inte kunde bekämpa motståndet, lades ett flertal förslag fram om ökat självstyre 1956, under svårbalanserade samtal med Grekland och Turkiet. USA kritiserade Storbritanniens agerande på ön, och de släppte därför Makarios 1957, men förbjöd honom att återvända till Cypern. Turkcyprioterna svarade på terrorn genom att bilda en egen gerilla, Volkan, senare kallad TMT; Både EOKA och TMT kunde enas om protester mot britterna, men TMT strävade i stället efter en delning av ön. Guvernör Harding hemkallades, och ersattes av Hugh Foot. Foots försök till fredliga lösningar försvårades av att EOKA började intensifiera kampen mot inte bara britter, utan även kommunister oavsett etnicitet. Konfliktytan spreds, och krisen blev allt mer komplicerad.
1958 föreslog Harold Macmillan som kompromiss att Cypern skulle bli självständigt, men inte ingå i Grekland, och turkcyprioternas rättigheter blev omfattande. Vapenvila slöts i december 1958, och Makarios kunde återvända 1 mars 1959. Han hyllades som en folkhjälte, liksom Grivas; den senare kom att betraktas som Cyperns stora folkhjälte i många av befolkningens led, på ön och i Grekland.
1959 upphörde EOKA sin gerillaverksamhet, och Cyperns självständighet utropades 1960. Året därpå blev det medlem av Samväldet. Mellan 1955 och 1959 hade EOKA:s aktioner och britternas svar kostat 600 människor livet, och 1 300 hade skadats. Omkring 1971 försökte general Grivas återuppta kampen för enosis, och bildade då gerillagruppen EOKA B, som fläckade ner hans rykte.